# Scleropyrum aurantiacum
Scleropyrum aurantiacum är en sandelträdsväxtart som beskrevs av Pilger. Scleropyrum aurantiacum ingår i släktet Scleropyrum och familjen sandelträdsväxter. Inga underarter finns listade i Catalogue of Life.